# Maja Brick
Œuvres principales
Katedra (1997)
Orphelinat de première magnitude (2005)
Opéra anatomique (2012)
Maja Brick, née le 18 juillet 1959 , est une femme de lettres d'origine polonaise qui vit en France depuis 1990. Parmi ses œuvres principales, on peut citer, en polonais Katedra (« La Cathédrale », 1997), et en français Orphelinat de première magnitude (2005) et Opéra anatomique (2012).

## Biographie
Diplômée de la faculté des lettres de l’université de Varsovie en 1986, Maja Brick travaille depuis comme journaliste et écrivain, publiant articles, récits et romans d'abord en Pologne, puis en France. Elle a coorganisé l’exposition « Face au néant : Les Portraits de Stanisław Ignacy Witkiewicz » au musée des beaux-arts de Nantes en 2004. Elle reste profondément marquée par le théâtre de Tadeusz Kantor, le travail de son père comédien, des philosophes allemands du XXe siècle tels Georg Simmel et Eugen Fink. Aux sources de son inspiration, on trouve des artistes d’avant-garde de l'entre-deux-guerres comme Bruno Schulz, Witkacy ou Robert Musil, et les poètes romantiques polonais Adam Mickiewicz, Juliusz Słowacki et Stanisław Wyspiański. Elle privilégie la culture autrichienne et allemande d'un Hugo von Hofmannsthal, d'un Thomas Mann, d'un Alfred Döblin, ou encore d'un Elias Canetti. Elle aime l’ironie, le grotesque et la virtuosité, chez des classiques comme Comenius ou Laurence Sterne et des modernes comme José Saramago. Elle admire une veine visionnaire, l’audace et la liberté[réf. nécessaire].

## Œuvre littéraire
Ses premiers ouvrages, publiés en Pologne sous le nom de Maja Jurkowska, ont été plusieurs fois récompensés. Elle a donné de nombreux articles ou récits dans diverses revues polonaises et continue de le faire en France. Les personnages de ses romans, souvent des artistes, cherchent à tracer leur voie indépendante et créative malgré les circonstances historiques, les pressions du pouvoir ou la fatalité du destin. Leur thème récurrent concerne les limites entre réalité et fiction. Ainsi les données historiques y sont-elles toujours matière à des transformations, dans une veine poétique, parfois burlesque. L’anecdote s'y déroule, soit comme une scène intimiste – espace de liberté intérieure –, soit comme un large panorama (Moyen Âge, XVIIe siècle, guerres mondiales) : théâtre d’essor intellectuel et artistique ou machine à broyer. Ses essais développent des sujets variés, une approche littéraire, autobiographique et philosophique (langage, création, peinture, théâtre…).

### En Pologne
Sous le nom de Maja Jurkowska

#### Récits
- (pl) « Kobiety » [« Femmes »], Akcent, no 4,‎ 1990, p. 42.
- (pl) « Notatnik stanu wojennego » [« Journal de l’état de siège »], Odra, no 2,‎ 1991, prix du concours littéraire organisé par le magazine Odra (en) et l'université de Wrocław.
- « Kolekcja » [« Collection »], Dekada Literacka, 1995 ; Kwartalnik Artystyczny, 1997, prix du concours littéraire organisé par le magazine Brulion[6].

#### Romans
- (pl) Katedra [« La Cathédrale »], Czytelnik, 1997, prix de la bibliothèque Raczyńscy, décerné au salon du livre de Poznań.
- (pl) Czarna maska [« Masque noir »], Czytelnik, 1999, prix du concours littéraire organisé par la fondation Wyzwania.

#### Théâtre
- Rycerz Joanny [« Chevalier de Jeanne »], Tytuł, 1/97, Gdansk.

### En France

#### En volume
- Orphelinat de première magnitude, Siloë, 2005.
- Roman de gare, Siloë, 2006.
- Le Rat, mon ami, Siloë, 2008.
- Opéra anatomique, Gallimard, 2012[7].
- Ménagerie, Terres du couchant, 2018.
- Farinelli : L'Ombre et le Miracle, Terres du couchant, 2021[8].
- Le Retour d’Ulysse : Les Extraordinaires Aventures de Le Gentil de la Galaisière, astronome au service de Louis XV, Zeraq, 2022[9].
- Élégance noire, L'Harmattan, 2023[10].

#### En revue
- Plusieurs articles dans la revue La Griffe, 1991.
- « Kantor. Mort », Cahiers littéraires,‎ 1991, p. 140-145.
- Chroniques hebdomadaires dans la revue Nantes-Poche, novembre 2002-février 2006.
- « La Découverte de l’escrime », Bulletin de la Fédération nationale des maîtres d’armes, no 45,‎ décembre 2005, p. 15-24.
- « Vers la langue secrète de la maison perdue », La Nouvelle Revue française,‎ no 575, octobre 2005, p. 269-287 ; no 576, janvier 2006, p. 273-284.
- « Les Promesses du passé », Études,‎ juin 2010, p. 820-821 (lire en ligne).
- « Ni sexe, ni armes, ni portables », Critique, no 763,‎ décembre 2010, p. 1063-1065 (présentation en ligne).
- « The Tree of Life, de Terrence Malick », Études,‎ mai 2011 (lire en ligne).
- « Le Paradis incendié, de Terrence Malick », Jeune Cinéma, nos 338-339,‎ été 2011, p. 7-14.
- « Béla Tarr, Le Cheval de Turin ; Metropolis », Jeune Cinéma, nos 342-343,‎ décembre 2011-janvier 2012, p. 24-27 ; p. 90-91.
- « Akseli Gallen-Kallela au musée d’Orsay », Études,‎ février 2012 (lire en ligne).
- « Alois Nebel ; Nouveau Souffle », Jeune Cinéma, nos 344-345,‎ printemps 2012, p. 130-131 ; p. 140.
- « Morente, flamenco y Picasso », Jeune Cinéma, nos 347-348,‎ septembre-octobre 2012, p. 139.
- « Les Animaux de Jean-Léon Gérôme », Revue des Deux Mondes,‎ décembre 2012, p. 89-98 (lire en ligne).
- « Michael Kohlaas : De Kleist à des Pallières », Jeune Cinéma, no 354,‎ automne 2013, p. 23-26.
- « Only Lovers Left Alive », Jeune Cinéma, no 358,‎ mars 2014, p. 63-65.
- « Le Subtil Dévergondage de Greenaway [compte rendu : Peter Greenaway, Goltzius et la Compagnie du Pélican] », Critique, no 802,‎ mars 2014, p. 284-286 (lire en ligne).
- « Le Meilleur des mondes possibles », Jeune Cinéma, nos 361-362,‎ automne 2014, p. 14.
- « Marie Heurtin, de Jean-Pierre Améris », Jeune Cinéma [en ligne],‎ novembre 2014 (lire en ligne).
- « La Vie et son double », L'Atelier du roman, no 80,‎ décembre 2014 (présentation en ligne).
- « Le Cousin Jules, de Dominique Benicheti », Jeune Cinéma [en ligne],‎ avril 2015 (lire en ligne).
- « Dancers, de Kenneth Elvebakk », Jeune Cinéma [en ligne],‎ mai 2015 (lire en ligne).
- « La Création comme meurtre et nécrophilie », L'Atelier du roman, no 83,‎ septembre 2015, p. 146-149.
- « Tadeusz Kantor : L’Enterrement de l’époque », Esprit [en ligne],‎ décembre 2015.
- « De la solitude », L'Atelier du roman, no 89,‎ 2017, p. 161-167.
- « Ce que je vois par ma fenêtre », La Nouvelle Revue française, no 623,‎ mars 2017, p. 37-46.
- « Éloge des génies sans œuvres », La Revue littéraire, vol. 13, no 67,‎ mars-avril 2017, p. 159-175 (lire en ligne).
- « Les Sommets », La Revue littéraire, vol. 13, no 70,‎ novembre-décembre 2017, p. 35-40.
- « Élégance noire » (extrait d'un roman inédit), La Revue littéraire, no 72,‎ mars-avril 2018, p. 86-95 (présentation en ligne).
- « De l’oubli », L'Atelier du roman, no 93,‎ juin 2018, p. 128-134.
- « Hésiter, douter », La Revue littéraire,‎ novembre 2018, p. 124-128.
- « Les Anges et les Diables », L'Atelier du roman, no 101,‎ juin 2020, p. 164-174.
- « L'Anatomie abrégée du masque », Remue.net,‎ août 2020 (lire en ligne).
- « La Vacuité du paradis », L'Atelier du roman, no 103,‎ décembre 2020, p. 139-145.
- « La Littérature couronnée de virus », L’Atelier du roman, no 108,‎ mars 2022, p. 135-144.
- « Pourquoi ai-je écrit un roman sur Hugo Boss ? », L'Atelier du roman, no 113,‎ juin 2023, p. 151-153.
- « Green Border d'Agnieszka Holland : tragédie migratoire », Revue des Deux Mondes,‎ février 2024 (lire en ligne).
- « Qui a peur de l'intelligence artificielle ? », remue.net,‎ 1er sem. 2025 (lire en ligne).
- « La Mélancolie des Damnés, de Roberto Minervini », Esprit,‎ mars 2025 (lire en ligne).
- « Fleurs polonaises, de Julian Tuwim, fulgurante symphonie poétique », Recours au poème, no 232 « Dossier Poésie à l'Est »,‎ mai-juin 2025 (lire en ligne).
- « À la marge de deux expositions de l'art brut », Esprit,‎ juillet 2025 (lire en ligne ).
- Articles hebdomadaires en français et en polonais dans la revue en ligne de la Mission catholique polonaise en France [lire en ligne].

## Entretiens
- Maja Brick, interview par Paula Jacques, Maja Brick, Cosmopolitaine, France Inter, 1er avril 2012 (consulté le 7 novembre 2018).
- Maja Brick, interview par Laurent Goumarre, Le Rendez-vous avec Emma Dante, Maja Brick, la Session de Giovanni Mirabassi et la Session inédite de Gianmaria Testa (à partir de 10:00), Le Rendez-vous, France Culture, 6 avril 2012 (consulté le 7 novembre 2018).